# Marcetelli
Marcetelli is een gemeente in de Italiaanse provincie Rieti (regio Latium) en telt 126 inwoners (31-12-2004). De oppervlakte bedraagt 11,1 km², de bevolkingsdichtheid is 11 inwoners per km².

## Demografie
Marcetelli telt ongeveer 80 huishoudens. Het aantal inwoners daalde in de periode 1991-2001 met 30,8% volgens cijfers uit de tienjaarlijkse volkstellingen van ISTAT.
| Jaar | Inwoneraantal |
| ---- | ------------- |
| 1991 | 182           |
| 2001 | 126           |

## Geografie
De gemeente ligt op ongeveer 930 m boven zeeniveau.
Marcetelli grenst aan de volgende gemeenten: Ascrea, Collalto Sabino, Collegiove, Paganico Sabino, Pescorocchiano, Varco Sabino.